# Гиљермо Горостиса
Гиљермо Горостиса Паредес (Сантурсе, 15. фебруар 1909 — Билбао, 23. август 1966) био је шпански фудбалер који је играо на позицији нападача.
У 14-годишњој професионалној каријери играо је за Атлетик Билбао и Валенсију, сакупивши укупно 255 утакмица у Ла Лиги и 178 голова и освојио 11 великих титула са ова два тима заједно.
Горостиса је наступао за Шпанију на Светском првенству 1934.

## Каријера

### Клуб

#### Атлетик Билбао
Горостиса је рођен у Сантурсију на Бискаји. Играо је омладински фудбал за Чавари де Сестао и Зугазарте, почевши своју сениорску каријеру у Аренас Клуб де Геко и Расинг де Ферол (по једну сезону) пре него што је потписао за Атлетик Билбао 1929. Дебитовао је у Ла Лиги 1. децембра 1929. против Реал Мадрида и постигао укупно 37 лигашких голова у своје прве две сезоне (у 36 мечева) док је клуб освојио узастопна национална првенства, додајући два трофеја Купа Краља.
Горостиса је био члан Атлетског напада (које је тренирао Енглез Фред Пентланд) у којем су били и Бата, Хозе Ирарагори, Чири II, Лафуенте и Виктор Унамуно, и остао је упамћен као један од најбољих у историји клуба. Освојио је две награде Пичичи као најбољи стрелац лиге док је био у клубу. Последњи гол постигао је у финалу Купа Шпаније 1933, победивши Реал Мадрид у Барселони резултатом 2 : 1.
Током Шпанског грађанског рата, Горостиса је играо са Еускади XI, тимом који је састављен на предлог Хозеа Антонија Агиреа, председника Баскије и бившег играча Атлетика. Та екипа је отишла на турнеју у Совјетски Савез да прикупи средства за Баскију, као и широм Европе и Мексика, чак је ушла у мексичку лигу током сезоне 1938–39, иако од тада Горостиса више није био у тиму.

#### Валенсија и касније године
По повратку у Шпанију, Горостиса се вратио у Атлетик док су покушавали да реконструишу свој тим користећи млађе играче, наступ на Купу генералиса 1939. и целој сезони 1939–40. Потом се придружио Валенсији пошто је млади Че тим успео да остане нетакнут током сукоба и сада, уз помоћ ветерана (31), на крају је освојио две лиге и један куп, а постигао је двоцифрен гол у четири од шест сезона, са 20 најбољих голова у 24 утакмице у сезони 1941–42.
Након што је напустио стадион Местаља, Горостиса је играо за Баракалдо током сезоне 1946–47, у другој шпанској лиги, а затим се пензионисао са 38 година. Међутим, два пута је излазио из пензије, са Логроњесом и Јувенсијом Трубијом, да би се коначно повукао 1951. Док је био у Јувенсији, плаћен је у форми боце кока-коле из оближње фабрике коју би потом морао да прода да би зарадио новац.

## Репрезентација
Док је био у Атлетику, Горостиса је дебитовао за Шпанију, наступивши против Чехословачке 14. јуна 1930. Представљао је нацију на Светском првенству у фудбалу 1934. године, играјући у победи против Бразила од 3 : 1 и нерешеним резултатом 1 : 1 против Италије ; пропустио је репризу против овог последњег и поразу од 0 : 1.
Горостиса је последњи од својих 19 наступа одиграо 12. децембра 1941. у пријатељској утакмици са Швајцарском у Валенсији.

## Смрт
Горостиса је почео да се бори са алкохолизмом док је још играо, понекад је долазио на утакмице пијан или неиспаван, што је на крају довело до озбиљних економских проблема. Нашла га је монахиња 24. августа 1966. године у старачком дому Санта Мариа ен Сантурце у Билбау.

## Статистика каријере
| Клуб              | Сезона            | Лига               | Лига  | Лига | Куп   | Куп  | Континентално | Континентално | Укупно | Укупно |
| Клуб              | Сезона            | Лига               | Наст. | Гол. | Наст. | Гол. | Наст.         | Гол.          | Наст.  | Гол.   |
| ----------------- | ----------------- | ------------------ | ----- | ---- | ----- | ---- | ------------- | ------------- | ------ | ------ |
| Атлетик Билбао    | 1929/30.          | Ла Лига            | 18    | 20   | 10    | 9    | 8             | 4             | 36     | 33     |
| Атлетик Билбао    | 1930/31.          | Ла Лига            | 18    | 17   | 4     | 3    | 8             | 7             | 30     | 27     |
| Атлетик Билбао    | 1931/32.          | Ла Лига            | 15    | 9    | 7     | 10   | 7             | 6             | 29     | 25     |
| Атлетик Билбао    | 1932/33.          | Ла Лига            | 17    | 14   | 9     | 7    | 6             | 3             | 32     | 24     |
| Атлетик Билбао    | 1933/34.          | Ла Лига            | 15    | 14   | 6     | 2    | 8             | 4             | 29     | 20     |
| Атлетик Билбао    | 1934/35.          | Ла Лига            | 18    | 8    | 2     | 0    | 9             | 8             | 29     | 16     |
| Атлетик Билбао    | 1935/36.          | Ла Лига            | 18    | 10   | 3     | 1    | 8             | 2             | 29     | 13     |
| Атлетик Билбао    | 1938/39.          | Ла Лига            | –     | –    | 2     | 1    | 8             | 7             | 10     | 9      |
| Атлетик Билбао    | 1939/40.          | Ла Лига            | 21    | 14   | 4     | 4    | 7             | 9             | 32     | 27     |
| Атлетик Билбао    | Укупно            | Укупно             | 140   | 106  | 47    | 37   | 69            | 50            | 256    | 193    |
| Валенсија         | 1940/41.          | Ла Лига            | 21    | 14   | 7     | 7    | –             | –             | 28     | 21     |
| Валенсија         | 1941/42.          | Ла Лига            | 24    | 20   | 8     | 6    | –             | –             | 32     | 26     |
| Валенсија         | 1942/43.          | Ла Лига            | 13    | 2    | 0     | 0    | –             | –             | 13     | 2      |
| Валенсија         | 1943/44.          | Ла Лига            | 21    | 16   | 6     | 7    | –             | –             | 27     | 23     |
| Валенсија         | 1944/45.          | Ла Лига            | 24    | 16   | 6     | 1    | –             | –             | 30     | 17     |
| Валенсија         | 1945/46.          | Ла Лига            | 13    | 4    | 3     | 4    | –             | –             | 16     | 8      |
| Валенсија         | Укупно            | Укупно             | 116   | 72   | 30    | 25   | 0             | 0             | 146    | 97     |
| Баракалдо         | 1946/47.          | Друга лига Шпаније | 20    | 14   | 1     | 0    | –             | –             | 21     | 14     |
| Укупно у каријери | Укупно у каријери | Укупно у каријери  | 276   | 192  | 78    | 62   | 69            | 50            | 423    | 304    |

## Трофеји

### Атлетик Билбао
- Ла Лига : 1929–30, 1930–31, 1933–34, 1935–36
- Куп краља : 1930, 1931, 1932, 1933 .
- Бискајско првенство : 1930–31, 1931–32, 1932–33, 1933–34, 1934–35, 1938–39, 1939–40.

### Валенсија
- Ла Лига : 1941–42, 1943–44
- Куп Краља : 1941

### Индивидуално
- Трофеј Пичичи : 1929–30, 1931–32 [11]